# ペイザバトラー
ペイザバトラー（欧字名:Pay the Butler、1984年2月20日 - 1991年）は、 アメリカ合衆国の競走馬、種牡馬。
祖国のアメリカでは実績を残せなかったが、遠征先の日本で行われたジャパンカップで2度の好成績を収めている。

## 競走成績

### ヨーロッパ時代からアメリカ時代
フランスでデビューするも初勝利まで5戦を要するなど欧州時代はごく一般の馬であった。
初勝利から2勝目まで惨敗を繰り返し、4歳途中で生まれ故郷であるアメリカに帰り、アメリカ初戦のレッドスミスハンデキャップ (G2) を勝利で飾り初重賞勝利すると、G1初出走となったボウリンググリーンハンデキャップも2着と好走し、徐々に頭角を現した。
休み明けのデルマーハンデキャップ (G2) こそ6着と惨敗したものの、続くマンノウォーステークス (G1) でもこの時代のアメリカ芝路線の大将格であるサンシャインフォーエヴァーの僅差の2着と善戦した。しかしこの後2戦とも惨敗を喫し、陣営は日本のジャパンカップに遠征させることを決めた。

### 第8回ジャパンカップ
当時の日本の中長距離路線はオグリキャップ、タマモクロスという芦毛二騎の絶対的な主役がいた。第98回天皇賞ではタマモクロスがオグリキャップを破っており、ジャパンカップはこの2頭の再戦の場となっていた。それゆえ、日本のファンは「オグリの逆襲かタマモがまた勝つのか」というムードになっていた。また、外国馬は凱旋門賞を勝ってきた欧州の名馬トニービンも来日し、「世界のトニービンでもタマモなら勝てるのではないか」というファンもおり、この3頭の決着になるだろうと予想されていた。
そのなかでペイザバトラーは外国馬ということである程度は注目されていたものの、前述3頭に比べると単勝9番人気と評価は劣っていた。
レースでは後方待機策をとり、直線に向くと大きく内に切れ込んで先に抜け出したタマモクロスを離れた位置から差して先頭に立つ。これに対しタマモクロスが外から内へ切り込んでペイザバトラーに馬体を併せようとしたが、ペイザバトラーは更に内に切れ込む策を選択し、馬体を併せ損なったタマモクロスは差を詰めることができずそのままペイザバトラーが優勝した。ペイサバトラーの斜行は進路妨害にはあたらなかったが、騎手のクリス・マッキャロンは戒告の処分を受けた。マッキャロンはこれはあらかじめ想定していた作戦であり、「瞬発力と勝負根性を持つタマモクロスとは馬体を併せないようにしないといけない」と考えていたと後に語っている。マッキャロンは第98回天皇賞はじめ東京競馬のレースVTRを片っ端から見ていて、関係者に「敵は日本の芦毛2頭（タマモクロスとオグリキャップ）」と答えていたと言う。敗れたタマモクロスの小原伊佐美調教師は「マッキャロンは本物の勝負師だ」と称賛している。

### その後
その後はふたたびアメリカに戻り重賞戦線を走っていたが勝ち切ることまではできなかった。しかし、連覇をかけた第9回ジャパンカップは敗れはしたものの、ホーリックスとオグリキャップが作り出した世界レコード決着の3着と好走し、ふたたび日本の馬場に適応していることをアピールした。
帰国初戦の一般競走の勝利が最後の勝利で、その後はラストランまで惨敗を繰り返した。

### 年度別競走成績
- 1986年（1戦0勝）
- 1987年（8戦1勝）
- 1988年（11戦3勝）
  - ジャパンカップ (G1) 、レッドスミスハンデキャップ (G2)
- 1989年（9戦0勝）
- 1990年（6戦1勝）

## 種牡馬として
引退後は日本での成績が優秀だったことから日本で種牡馬入りすることとなった。しかしわずか1世代を残したのみで事故による後脚靭帯切断で早逝した。残した産駒から重賞馬パルブライトを送り出している。

### 代表産駒
- パルブライト - （新潟記念、函館記念、東京3歳優駿牝馬、大井記念）

## 血統表
| ペイザバトラーの血統        | ペイザバトラーの血統        | ペイザバトラーの血統 | （血統表の出典）   | （血統表の出典） |
| 父系                        | ブランドフォード系          | ブランドフォード系   | ブランドフォード系 | [ § 2 ]          |
| 父 Val de l'Orne 1972 鹿毛  | 父の父Val de Loir 1959 鹿毛 | Vieux Manoir         | Brantome           | Brantome         |
| 父 Val de l'Orne 1972 鹿毛  | 父の父Val de Loir 1959 鹿毛 | Vieux Manoir         | Vieille Maison     |                  |
| 父 Val de l'Orne 1972 鹿毛  | 父の父Val de Loir 1959 鹿毛 | Vali                 | Sunny Boy          | Sunny Boy        |
| 父 Val de l'Orne 1972 鹿毛  | 父の父Val de Loir 1959 鹿毛 | Vali                 | Her Slipper        |                  |
| 父 Val de l'Orne 1972 鹿毛  | 父の母Aglae 1965 鹿毛       | Armistice            | Worden             | Worden           |
| 父 Val de l'Orne 1972 鹿毛  | 父の母Aglae 1965 鹿毛       | Armistice            | Comemmoration      |                  |
| 父 Val de l'Orne 1972 鹿毛  | 父の母Aglae 1965 鹿毛       | Aglae Grace          | Mousson            | Mousson          |
| 父 Val de l'Orne 1972 鹿毛  | 父の母Aglae 1965 鹿毛       | Aglae Grace          | Agathe             |                  |
| 母 Princess Morvi 1975 栗毛 | 母の父Graustark 1963 栗毛   | Ribot                | Tenerani           | Tenerani         |
| 母 Princess Morvi 1975 栗毛 | 母の父Graustark 1963 栗毛   | Ribot                | Romanella          |                  |
| 母 Princess Morvi 1975 栗毛 | 母の父Graustark 1963 栗毛   | Flower Bowl          | Alibhai            | Alibhai          |
| 母 Princess Morvi 1975 栗毛 | 母の父Graustark 1963 栗毛   | Flower Bowl          | Flower Bed         |                  |
| 母 Princess Morvi 1975 栗毛 | 母の母Silana 1965 鹿毛      | Silnet               | Fastnet            | Fastnet          |
| 母 Princess Morvi 1975 栗毛 | 母の母Silana 1965 鹿毛      | Silnet               | Silver Jill        |                  |
| 母 Princess Morvi 1975 栗毛 | 母の母Silana 1965 鹿毛      | Anabara              | Arbar              | Arbar            |
| 母 Princess Morvi 1975 栗毛 | 母の母Silana 1965 鹿毛      | Anabara              | Flying Carpet      |                  |
| 母系(F-No.)                 | (FN:9-e)                    | (FN:9-e)             | (FN:9-e)           | [ § 3 ]          |
| 5代内の近親交配             | アウトブリード              | アウトブリード       | アウトブリード     | [ § 4 ]          |
| 出典                        | 1. 2. 3. 4.                 | 1. 2. 3. 4.          | 1. 2. 3. 4.        | 1. 2. 3. 4.      |